# Teruo Higa
Pour les articles homonymes, voir Higa.
Teruo Higa (比嘉 照夫, Higa Teruo) est un biologiste et agronome japonais. Il est né le 28 décembre 1941 dans la préfecture d'Okinawa,.
Il est surtout connu pour ses recherches sur les microorganismes efficaces qu'il a fait connaître dans un ouvrage publié en japonais : 地球を救う大変革 (Une révolution pour sauver la Terre) publié en 1994.

## Fonctions actuelles
Teruo Higa est notamment directeur de l'Institut international de recherche sur la technologie EM (Université Meiō) et professeur émérite à l'Université des Ryūkyū.
Il exerce également les fonctions de  président du Comité international de promotion de l'agriculture naturelle, président-fondateur de l'APNAN (Asia-Pacific Natural Farming Network, Réseau Asie-Pacifique d'agriculture naturelle) et conseiller du Centre international de recherche et de développement pour l'agriculture naturelle.
Il est par ailleurs conseiller technique de l'Association florale du Japon (ja) et préside le jury du « Concours national de développement des villes fleuries » organisé par le Ministère de l'Agriculture, des Forêts et de la Pêche et le Ministère du Territoire, des Infrastructures, des Transports et du Tourisme.